# Stamford Bridge (Royaume-Uni)
Pour les articles homonymes, voir Stamford Bridge.
Stamford Bridge est un village et une paroisse civile du Yorkshire de l'Est, en Angleterre. Il est situé dans le nord-ouest du comté, à 11 km environ à l'est de la ville d'York. La Derwent le traverse. Au recensement de 2011, il comptait 3 528 habitants.

## Histoire
Le nom du village reste principalement associé à la bataille de Stamford Bridge, qui s'est déroulée le 25 septembre 1066 et qui opposa l'armée anglaise menée par Harold Godwinson aux forces du roi de Norvège, Harald Hardrada, qui veut s'emparer du trône avec son frère Tostig.